# Lekkoatletyka na Letnich Igrzyskach Olimpijskich 1992 – chód na 50 km mężczyzn
Chód na 50 kilometrów mężczyzn podczas XXV Letnich Igrzysk Olimpijskich w Barcelonie rozegrano 7 sierpnia 1992 o 7:30. Start i meta znajdowały się na Estadi Olímpic de Montjuïc. Zwycięzcą został reprezentant Wspólnoty Niepodległych Państw Andriej Pierłow.

## Rekordy
|                   | Zawodnik             | Narodowość | Czas    | Data                  | Miejsce   |
| ----------------- | -------------------- | ---------- | ------- | --------------------- | --------- |
| Rekord świata     | Andriej Pierłow      | ZSRR       | 3:37:41 | 5 sierpnia 1989(dts)  | Leningrad |
| Rekord olimpijski | Wiaczesław Iwanienko | ZSRR       | 3:38:29 | 30 września 1988(dts) | Seul      |

## Wyniki
| Poz. - pozycja |
| – rekord świata \| – rekord krajowy \| – rekord życiowy \| = – wyrównany rekord życiowy \| · – najlepszy wynik w sezonie \| = – wyrównany najlepszy wynik w sezonie \| – rekord olimpijski |
| Fn – falstart \| DNF – nie ukończył \| DNS – nie wystartował \| DSQ – zdyskwalifikowany |

| Poz. | Zawodnik              | Narodowość        | Rezultat |
| ---- | --------------------- | ----------------- | -------- |
| 1    | Andriej Pierłow       | WNP               | 3:50:13  |
| 2    | Carlos Mercenario     | Meksyk            | 3:52:09  |
| 3    | Ronald Weigel         | Niemcy            | 3:53:45  |
| 4    | Walerij Spicyn        | WNP               | 3:54:39  |
| 5    | Roman Mrázek          | Czechosłowacja    | 3:55:21  |
| 6    | Hartwig Gauder        | Niemcy            | 3:56:47  |
| 7    | Valentin Kononen      | Finlandia         | 3:57:21  |
| 8    | Miguel Rodríguez      | Meksyk            | 3:58:26  |
| 9    | Josep Marín           | Hiszpania         | 3:58:41  |
| 10   | Jesús Ángel García    | Hiszpania         | 3:58:43  |
| 11   | Stefan Johansson      | Szwecja           | 3:58:56  |
| 12   | Giuseppe De Gaetano   | Włochy            | 3:39:13  |
| 13   | Massimo Quiriconi     | Włochy            | 4:00:28  |
| 14   | Jaime Barroso         | Hiszpania         | 4:02:08  |
| 15   | René Piller           | Francja           | 4:02:40  |
| 16   | Alain Lemercier       | Francja           | 4:06:31  |
| 17   | Martial Fesselier     | Francja           | 4:07:30  |
| 18   | Fumio Imamura         | Japonia           | 4:07:45  |
| 19   | Simon Baker           | Australia         | 4:08:11  |
| 20   | Pascal Charrière      | Szwajcaria        | 4:08:32  |
| 21   | Les Morton            | Wielka Brytania   | 4:09:34  |
| 22   | Takehiro Sonohara     | Japonia           | 4:13:22  |
| 23   | Carl Schueler         | Stany Zjednoczone | 4:13:38  |
| 24   | Tadahiro Kosaka       | Japonia           | 4:14:24  |
| 25   | José Urbano           | Portugalia        | 4:16:31  |
| 26   | Stefan Wögerbauer     | Austria           | 4:17:25  |
| 27   | Pavol Szikora         | Czechosłowacja    | 4:17:49  |
| 28   | José Magalhães        | Portugalia        | 4:20:12  |
| 29   | Pavol Blažek          | Czechosłowacja    | 4:22:33  |
| 30   | Paul Blagg            | Wielka Brytania   | 4:23:10  |
| 31   | Harold van Beek       | Holandia          | 4:24:28  |
| 32   | Herm Nelson           | Stany Zjednoczone | 4:25:48  |
| –    | Aldo Bertoldi         | Szwajcaria        | DNF      |
| –    | Marco Evoniuk         | Stany Zjednoczone | DNF      |
| –    | Giovanni Perricelli   | Włochy            | DNF      |
| –    | Tim Berrett           | Kanada            | DSQ      |
| –    | Godfried Dejonckheere | Belgia            | DSQ      |
| –    | Robert Korzeniowski   | Polska            | DSQ      |
| –    | Guillaume Leblanc     | Kanada            | DSQ      |
| –    | José Pinto            | Portugalia        | DSQ      |
| –    | Alaksandr Pataszou    | WNP               | DSQ      |
| –    | Germán Sánchez        | Meksyk            | DSQ      |
| –    | Li Mingcai            | Chiny             | DNS      |